# Моонзунд (роман)
«Моонзунд» — исторический роман советского писателя Валентина Пикуля, написанный в 1970 году. Впервые издан издательством «Советский писатель», позже неоднократно переиздавался многотысячными тиражами.

Литературовед Т. Г. Струкова относит произведение к жанру «морского романа»: 
В. Пикуль чётко отрефлектировал в романе «Моонзунд» различие существования на суше и на море.

## Сюжет
Действие романа разворачивается на Балтике, в 1915—1917 годах. В канун Октябрьской революции флот Германской империи атакует Моонзундский архипелаг с целью прорыва русской обороны и выхода в Рижский залив. Героически сражаясь с превосходящими силами противника, моряки Балтийского флота и солдаты русской армии пытаются не пропустить врага.

## Экранизация
По мотивам романа снят одноимённый фильм в 1987 году на киностудии «Ленфильм».

## Влияние
Писатель-маринист Владимир Шигин, заинтересовавшись историей, рассказанной в романе «Моонзунд», написал свою повесть «Анна — королева разведки».
Ещё курсантом военно-морского училища я прочитал роман Валентина Пикуля «Моонзунд». Помню, как поразила меня история русской разведчицы из этого романа. …Роман есть роман, и что в нем правда, а что авторский вымысел, я, как и все другие читатели, не знал. Безусловным вымыслом автора, к примеру, была любовная линия книги — роман русской разведчицы и главного героя — офицера Балтийского флота. Но что было в реальности? Существовала ли на самом деле реальная разведчица, и если существовала, то как её тогда звали? Что на самом деле совершила она в своей жизни?
Владимир Шигин считает, что Валентин Пикуль основывался на реальных событиях и «широко использовал германоязычные источники, включая мемуары руководителей кайзеровской и австро-венгерской спецслужб Вальтера Николаи и Макса Ронге».
Среди профессиональных историков чрезмерно вольное обращение В. С. Пикуля с фактами часто вызывало негодование (в 2000-е годы появился шуточный термин «пикуляризация истории» в значении «беллетризация»).
Наиболее очевидные ошибки и фантазии автора в романе «Моонзунд» были рассмотрены Л. И. Амирхановым в статье «Мифы и правда о „Моонзунде“» в сборнике «Гангут» (№ 58 / 2010 г. — с. 133—143).